# ایستوود (اسکس)
ایستوود (به انگلیسی: Eastwood) یک شهرک در بریتانیا است که در اسکس واقع شده‌است. ایستوود ۹٬۳۶۴ نفر جمعیت دارد.